# Hama Amadou
Pour les articles homonymes, voir Amadou.
Hama Amadou, né le 3 mars 1950 à Youri et mort le 23 octobre 2024 à Niamey, est un homme politique nigérien. Président de l'Assemblée nationale de 2011 à 2015, il est aussi deux fois Premier ministre.
Il est président du parti Mouvement national pour la société du développement (MNSD-Nassara) qui porte Tandja Mamadou à la présidence en 1999 et dirige ensuite le Mouvement démocratique nigérien pour une fédération africaine (MODEN/FA).

## Études
Hama Amadou est né le 3 mars 1950 à Youri.
Après ses études primaires et secondaires à Niamey, il obtient le diplôme de contrôleur des douanes (niveau moyen) de l'École nationale d'administration du Niger en 1971. Puis, diplômé chef de division d'administration générale (niveau supérieur) en 1978 de la même école, et enfin en 1983 avec un diplôme de directeur administratif de l'Institut international d'administration publique (IIAP) à Paris.

## Carrière

### Début de carrière
Hama Amadou commence sa carrière dans la fonction publique nigérienne en 1971 en tant que contrôleur des douanes, il gravit vite les échelons. Entre 1971 et 1991, il est deux fois adjoint de préfet, secrétaire général de préfecture, sous-préfet d'arrondissement à Agadez, Zinder puis Tahoua, directeur général de l'Office de radiodiffusion télévision du Niger (ORTN) (du 27 août 1984 au 24 septembre 1985), trois fois président du conseil d'administration, directeur de cabinet du président du conseil militaire suprême, le général Seyni Kountché (de septembre 1985 à novembre 1986), puis, au décès de ce dernier, du général Ali Saibou (de novembre 1987 à juillet 1988) avant de devenir président de la république par intérim (du 15 juillet 1988 au 20 décembre 1988).

### L'ouverture à la démocratie
Il devient secrétaire général du Mouvement national pour la société du développement (MNSD) au congrès extraordinaire de mars 1991 et surtout est le représentant du parti, et donc du pouvoir, à la conférence nationale souveraine de juillet à novembre 1991 imposée au général Ali Saibou. En face de lui notamment, Mahamadou Issoufou, un des opposants issus des mouvements estudiantins et syndicaux, qui vient de créer, fin 1990, le Parti nigérien pour la démocratie et le socialisme (PNDS-Tarayya).
En février 1993 Hama Amadou est élu député national au titre de la communauté urbaine de Niamey, il est aussi président du groupe parlementaire et membre de la commission des affaires étrangères de l'Assemblée nationale. Il est élu troisième vice-président de l'Assemblée nationale le 30 mai 1994 jusqu'à la dissolution de l'assemblée le 17 octobre de la même année. Il est réélu député à l'issue des législatives anticipées du 12 janvier 1995.
Le 21 février 1995 sous la troisième République de Mahamane Ousmane, Hama Amadou  est nommé Premier ministre d'un gouvernement de cohabitation qu'il dirige jusqu'au coup d'État du 27 janvier 1996 du général Ibrahim Baré Maïnassara qui conduit à la dissolution du gouvernement.

### Sous le régime d'Ibrahim Baré Maïnassara
Hama Amadou se retrouve, avec le Mouvement national pour la société de développement (MNSD-Nassara), dans l'opposition, au sein du Front pour la restauration et la défense de la démocratie (FRDD), regroupant tous les partis et associations hostiles au régime. Il va le payer d'une dizaine de jours de détention dans les locaux du Centre de documentation d'État, la police politique. Amadou est pourtant un ancien ami de Baré, les deux hommes s'étant rencontrés au MNSD.
Aux congrès ordinaires de Niamey de novembre 1995 et d'octobre 1998, il est réélu secrétaire général du bureau politique national du MNSD-Nassara. En août de la même année 1998, il est réélu président de la section MNSD-Nassara de Niamey.
Dès le lendemain du coup d'État et de l'assassinat du général Ibrahim Baré Maïnassara le 9 avril 1999, Hama Amadou devient membre d'un organe mis en place par le commandant Daouda Mallam Wanké, chef de la junte, durant la période de la transition, le conseil consultatif.

### Premier ministre du président Mamadou Tandja
Le 22 décembre 1999 Mamadou Tandja est investi président de la cinquième République. Hama Amadou devient de nouveau Premier ministre le 3 janvier 2000.
Le 31 mai 2007, une motion de censure, votée par les députés de l’opposition et une partie de la majorité, est adoptée, entraînant la démission de son gouvernement après sept ans, un record à ce poste à l'époque.
Cette motion de censure est motivée par des affaires de détournement de fonds publics destinés à l’éducation, dans lesquels quelques personnalités proches du gouvernement sont impliquées, notamment un ancien ministre de l'Éducation de base et de l'Alphabétisation, et un ancien ministre de la Santé publique et de lutte contre les endémies. Amadou annonce la chute de son gouvernement en déclarant : « Aujourd’hui, le gouvernement s’est écroulé. Je veux en féliciter l’opposition, qui a réussi un travail de maître parce que la chose la plus improbable dans une majorité de 88 % vient de se réaliser ».
En 2008, il est arrêté et emprisonné pour des charges de détournement de fonds d'aide à la presse. Les preuves de sa culpabilité sont infondées selon ses partisans, membres du parti de la majorité MNSD, qui voient dans son arrestation un complot visant à l'éloigner de l'élection présidentielle prévue en 2009.
Il bénéficie toutefois d'une remise en liberté provisoire le 26 avril 2009, mais ses principaux soutiens au sein du MNSD, les députés Issaka Hassan Djégoulé, Saidou Tahirou Mayaki, Hadiza Moussa Gros, Soumana Sanda, Belko, ainsi que Oumarou Dogari, Soumana Mounkaila et Ladan Tchiana sont exclus de ce parti. Puis, il bénéficie d'une ordonnance de non-lieu en 2012.
Le 21 février 2009, durant son incarcération, il perd la présidence du MNSD au profit de Seyni Oumarou, nouveau bras droit et Premier ministre de Mamadou Tandja. En 2010, il perd le procès contre Seyni Oumarou dans la reconquête de la présidence du parti MNSD et crée donc un nouveau parti, le Moden FA Lumana, aux côtés de Ladan Tchana et Sala Habi.
Un temps en exil à Paris, il participe à la fronde contre Mahamadou Tandja, qui tente de se maintenir au pouvoir pour un troisième mandat (le Tazarché, la « continuité » en haoussa) par un référendum constitutionnel. Il applaudit le coup d’État de Salou Djibo, du 18 au 23 février 2010, qui renverse Tandja.

### Principal opposant du président Mahamadou Issoufou
Lors des législatives de 2011, le Moden FA Lumana obtient une trentaine de députés sur la centaine que compte l'Assemblée nationale et soutient contre mauvaise fortune bon cœur le président actuel Mahamadou Issoufou au second tour de l’élection présidentielle contre Seyni Oumarou, qui lui avait volé la présidence du parti quelques années plus tôt. En échange, il est élu président de l'Assemblée nationale du Niger en avril 2011.
En août 2013, après l'échec de la formation d'un gouvernement d'union nationale regroupant toutes les formations politiques voulue par son allié Issoufou Mahamadou, il rejoint l'opposition retrouvant ses anciens amis Seyni Oumarou du MNSD et Mahamane Ousmane de la CDS.
Considéré désormais comme le principal adversaire du chef de l'État, Mahamadou Issoufou, pour l'élection présidentielle de 2016, Hama Amadou quitte Niamey et se réfugie au Burkina Faso puis en France car il est suspecté d'être impliqué dans un vaste trafic de bébés. L'une de ses épouses est écrouée dans le cadre de cette affaire retentissante qui a crispé le climat politique dans le pays. Avec sa fuite, un nouveau président de l'Assemblée nationale est élu : Amadou Salifou. Amadou revient au Niger en novembre 2015 et est arrêté. Il est qualifié pour le second tour de l'élection présidentielle avec 17,79 % des voix. De nombreuses irrégularités sont dénoncées par l'opposition à Issoufou, réunie au sein de la COPA (Coalition pour une alternative), sur la tenue du premier tour, dont la détention d'Amadou. La COPA décide de boycotter le second tour. Le 11 mars, Amadou est sorti de prison pour être traité à l'hôpital de Niamey, puis à Paris. Malgré le boycott du second tour par la COPA, Amadou ne se retire pas du scrutin mais est battu avec 7,5 % des voix,.
En mars 2017, Amadou, qui est toujours en exil en France, est condamné par contumace à un an de prison pour trafic d'enfants.
En août 2019, Amadou est désigné candidat du Moden pour l'élection présidentielle de 2020.
En novembre 2019, Amadou rentre d'exil et se présente à la gendarmerie locale pour être arrêté dans l'affaire de trafic de bébés. Il doit encore effectuer une peine de huit mois de prison. En février 2020, il obtient l'autorisation de se faire évacuer de la prison de Filingué vers la France pour se faire soigner. Le 30 mars 2020, lors de la pandémie de coronavirus, le président Issoufou ordonne une remise de peine sur plus de 1 500 prisonniers nigériens pour désengorger les prisons nationales. Amadou fait partie des prisonniers qui bénéficient d'une remise de peine et sort de prison.
Le 13 novembre 2020, la Cour constitutionnelle du Niger publie la liste des candidats à l'élection présidentielle de décembre 2020. Elle rejette 11 dossiers de candidature dont celui de Hama Amadou. La Cour n'explicite pas la raison de ce rejet mais celui-ci est dû à la condamnation d'Amadou en 2017 dans l'affaire de trafic de bébés volés.
Le 22 décembre 2020, Amadou et le Moden FA Lumana annoncent leur soutien à la candidature de Mahamane Ousmane pour l'élection présidentielle.
En février 2021, des manifestants contestent le résultat de l'élection présidentielle et Hama Amadou est soupçonné d'incitation à la violence. Il se rend dans un commissariat de Niamey pour y être entendu par la police,. Après trois jours de garde à vue, il est incarcéré à la prison de Filingué et accusé de « propagande régionaliste », de « complicité de dégradation de biens » et d'« incitation à la violence et à la haine ethnique ».
En avril 2021, après l'élection présidentielle, Amadou obtient l'autorisation de partir en France pour y être soigné.
Après le coup d'État de juillet 2023, Hama Amadou rentre au Niger en septembre.
Il meurt le 23 octobre 2024, à Niamey, à l'âge de 74 ans des suites du paludisme.